# Верхние Караси
Ве́рхние Караси́ — деревня в Чебаркульском районе Челябинской области. Входит в состав Непряхинского сельского поселения.

## География
Находится у истока реки Караси, у озера Малое Миассово. Ближайшие населённые пункты: деревни Малая Куйсарина и Куянбаева. Юго-западнее деревни расположен коттеджный посёлок «Теренкуль», входящий в её состав.

## Население
| 2002 | 2010 |
| ---- | ---- |
| 155  | ↗245 |

По данным Всероссийской переписи, в 2010 году численность населения деревни составляла 245 человек (133 мужчины и 112 женщин).

## Улицы
Уличная сеть села состоит из 13 улиц и 1 переулка.